# HD174779
HD174779 — хімічно пекулярна зоря спектрального класу A0, що має видиму зоряну величину в смузі V приблизно  6,6.
Вона  розташована на відстані близько 8363,0 світлових років від Сонця.

## Пекулярний хімічний склад
Зоряна атмосфера HD174779 має підвищений вміст 
Si
.